# 第33海兵歩兵連隊 (フランス軍)

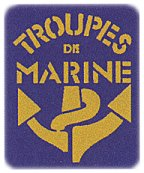

第33海兵歩兵連隊（だいさんじゅうさんかいへいほへいれんたい、33e régiment d'infanterie de marine：33e RIMa）は、マルティニーク島フォール・ド・フランスに駐屯する、アンティル諸島駐屯フランス軍 (FAA) 隷下のフランス陸軍海兵隊の歩兵連隊である。
兵種は歩兵、伝統的区分は海兵隊である。

## 沿革
- 1961年：第33海兵連隊が再編成される。

## 最新の部隊編成
- 連隊本部
- 本部管理中隊
- 戦闘中隊
- 総合地区中隊
- 整備中隊
- 海外訓練中隊（熱帯環境訓練）
- 予備海兵中隊

### 定員
- 連隊の人員構成は不明。

## 連隊の任務
連隊は、フランスの海外県の主権確保、同地域の国民及び権益の保護、軍の海外展開における拠点として、一定の整備能力および環境適応訓練が実施できるようにすることである。また、カリブ海地域の若者のフランス国家への同化を促進する教育機関としての役割もある。

## 主要装備
- GIAT BM92-G1
- FA-MAS
- FR-F2
- AAT-F1
- AA-52
- 12.7mm重機関銃
- ERYX
- P4
- TRM 2000
- TRM 4000